# HUMAN
HUMAN, voorheen Humanistische Omroep Stichting (HOS), is een Nederlandse publieke omroep die programma's maakt vanuit een humanistische visie.

## Identiteit
De omroep zegt ongeveer 23 procent van de Nederlandse bevolking van 18 jaar en ouder, die het humanisme en de daarbij behorende kernwaarden van groot belang vinden, te vertegenwoordigen.

## Geschiedenis
Voorheen stond HUMAN bekend als Humanistische Omroep Stichting (HOS). De omroep is voortgekomen uit het Humanistisch Verbond, onder welke naam de uitzendingen in het verleden ook wel werden aangeduid. Van 1989 tot 2016 was de omroep een levensbeschouwelijke omroep (39f- of 2.42-omroep).
Nadat de regering in 2013 had besloten om de levensbeschouwelijke omroepen af te schaffen per 1 januari 2016, besloot HUMAN als ledenomroep verder te gaan. De omroep noemt de leden zelf vrienden.

Logo HUMAN (2016-2024)

Vanaf 2016 had de omroep een aspirant-status. Dit betekende dat HUMAN voorlopige erkenning had gekregen als publieke omroep. Om volwaardig erkend te worden als publieke omroep, diende de omroep zijn toegevoegde waarde aan te tonen, een samenwerkingsomroep te vormen met een bestaande omroep en conform de in voorbereiding zijnde Mediawet 50.000 leden te tellen op 31 december 2020. HUMAN werkt samen met de VPRO en wierf nieuwe leden.
HUMAN verwierf in 2021 een officiële erkenning, en startte per 1 januari 2022 als volwaardige omroep, als samenwerkingsomroep met de VPRO. Ook op de achtergrond wordt op het gebied van ondersteunende diensten als personeelszaken, financiële administratie en ict, nauw samengewerkt die omroep. Inhoudelijk staan de twee omroepen volledig los van elkaar met eigen verenigingen, eigen hoofdredacteuren en eigen onafhankelijke redacties.

## Organisatie
HUMAN is zowel gehuisvest in de Majellakerk in Amsterdam als op het Hilversumse Media Park in Villa VPRO, een kantoorpand ontworpen door het Rotterdamse architectenbureau MVRDV, dat een verzameling van elf door Hilversum verspreide villa's vervangt. De omroep was voorheen gevestigd aan de Bergweg 16 in Hilversum, samen met de IKON en ZVK.
De omroep wordt dagelijks bestuurd door Willemien van Aalst. De raad van toezicht, onder leiding van voorzitter Arjan Vliegenthart, is aangesteld om toe te zien op het beleid van de omroep.

### Voorzitters
- 1999-2009: Jacob Kohnstamm;
- 2013-2014: Magdeleen Sturm;
- 2014-2019: Sophie in 't Veld;
- 2020-2022: Magdeleen Sturm;
- 2022-heden: Arjan Vliegenthart

## Programmering
HUMAN maakt programma’s over onderwerpen die naar eigen zeggen terug te voeren zijn tot vier thema’s:
1. Zinvol leven en samenleven (filosofie en levenskunst) (Het Filosofisch Kwintet, Over Leven, Brainwash)
2. Waarheidsgetrouwheid en publieke opinie (Medialogica, Mediastorm, Medialogica in de Klas)
3. Structuren die ons levensgeluk ondermijnen: systeempijn (De Publieke Tribune, Thuis op Zuid, In De Leeuwenhoek, Klassen, Kanaal Sociaal, Schuldig)
4. Duurzaam leven en duurzaam samenleven (Wat houdt ons tegen?, De Staat van het Klimaat, De Grote Klimaatkwis)

Het humanisme is bij ieder programma het levensbeschouwelijke ijkpunt.  

### Televisie
HUMAN zendt voornamelijk programma’s uit op NPO 2. Jaarlijks terugkomende programma’s zijn onder andere Medialogica, Wat houdt ons tegen? en documentaires. Op NPO 1 zendt HUMAN elke zomer Het Filosofisch Kwintet uit. Eerder zond HUMAN jaarlijks een klimaatprogramma uit, in de laatste weken van oktober, en programma's als Brainwash Talks en Dus ik ben van filosoof/schrijver Stine Jensen. Ook zond HUMAN tot en met 2022 De Publieke Tribune op televisie uit, onder leiding van Coen Verbraak. Vanaf 1 januari 2022 nam de omroep het programma Metropolis over van de VPRO. Had HUMAN dat niet gedaan, was het programma verdwenen van tv.

### Radio
HUMAN zendt uit via NPO Radio 1 en in het verleden ook NPO 3FM. Momenteel worden er verschillende radioprogramma’s van de omroep uitgezonden, zoals De Publieke Tribune gepresenteerd door Coen Verbraak en het programma Argos dat in samenwerking met de VPRO wordt gemaakt. Elke zondag op maandag zendt de omroep Wat blijft uit, gepresenteerd door Lara Billie Rense. Op 3FM was een tijd lang iedere laatste zondag van de maand een 3FM Special, in samenwerking met de EO. Nu is de aanwezigheid van HUMAN bij 3FM beperkt tot een aantal projecten zoals Pride in mijn Dorp en #OpenUp. Voor NPO Klassiek maakte HUMAN de podcast Levenslied, gepresenteerd door Philipp Blom.

### Online
HUMAN maakt ook programma's die alleen online te zien zijn, voornamelijk gericht op een jonge doelgroep. Zo vormde HUMAN jarenlang de maatschappelijke redactie van 3FM en maakte daarmee online items onder de naam 3FM HUMAN. Ook maakt HUMAN korte documentaires onder de titel 2Doc Kort, tegenwoordig gevangen onder de noemer NPO Doc, en de Spoken Word Sessies.

### Buiten de media
HUMAN organiseert jaarlijks in samenwerking met The School of Life het Brainwash festival in Amsterdam en tweejaarlijks, met de Humanistische Alliantie, Mag Het Licht Aan. Als omroep is het betrokken bij evenementen als de Parade, Oerol, het Nederlands Theaterfestival. Verder is HUMAN ook actief voor het onderwijs. Samen met het Nederlands Instituut voor Beeld en Geluid heeft HUMAN een masterclass Medialogica in de Klas ontwikkeld. In samenwerking met Schooltv is bovendien een groot aantal programma's geschikt gemaakt en voorzien van een lesbrief voor het onderwijs, onder de noemer HUMAN Educatie.